# Daniel da Silva
Daniel da Silva (sinh ngày 27 tháng 6 năm 1973) là một cầu thủ bóng đá người Brasil.

## Đội tuyển bóng đá quốc gia Brasil
Daniel da Silva thi đấu cho đội tuyển bóng đá quốc gia Brasil từ năm 2002.

## Thống kê sự nghiệp
| Đội tuyển bóng đá Brasil | Đội tuyển bóng đá Brasil | Đội tuyển bóng đá Brasil |
| Năm                      | Trận                     | Bàn                      |
| ------------------------ | ------------------------ | ------------------------ |
| 2002                     | 1                        | 0                        |
| Tổng cộng                | 1                        | 0                        |